# Режанци
Режанци су насељено место у саставу општине Светвинченат у Истарској жупанији, Хрватска. До територијалне реорганизације у Хрватској налазили су се у саставу старе општине Пула.

## Становништво
На попису становништва 2011. године, Режанци су имали 219 становника.

## Попис1991.
На попису становништва 1991. године, насељено место Режанци је имало 219 становника, следећег националног састава:
| Попис 1991.‍  | Попис 1991.‍  | Попис 1991.‍ | Попис 1991.‍ | Попис 1991.‍ |
| ------------ | ------------ | ----------- | ----------- | ----------- |
|              |              |             |             |             |
| Хрвати       | Хрвати       |             | 179         | 81,73%      |
| Словенци     | Словенци     |             | 1           | 0,45%       |
| регион. опр. | регион. опр. |             | 39          | 17,80%      |
| укупно: 219  |              |             |             |             |